# Interlands Portugees voetbalelftal 1921-1929
Deze pagina toont een chronologisch en gedetailleerd overzicht van de interlands die het Portugees voetbalelftal heeft gespeeld in de periode 1921 – 1929.

## Interlands

### 1921
|                                                                      |                                             |       |                     |                                                                                       |
| 18 december Vriendschappelijk № 1 «onderlinge duels» 15:00 uur (UTC) | Spanje                                      | 3 – 1 | Portugal            | Campo de O'Donnell, Madrid Toeschouwers: 14.000 Scheidsrechter: Charles Barette (BEL) |
| 18 december Vriendschappelijk № 1 «onderlinge duels» 15:00 uur (UTC) | Manuel Meana 20' Paulino Alcántara 23', 50' |       | 75' Alberto Augusto | Campo de O'Donnell, Madrid Toeschouwers: 14.000 Scheidsrechter: Charles Barette (BEL) |

### 1922
|                                                                      |                     |       |                                      |                                                                                       |
| 17 december Vriendschappelijk № 2 «onderlinge duels» 14:30 uur (UTC) | Portugal            | 1 – 2 | Spanje                               | Estádio do Lumiar, Lissabon Toeschouwers: 25.000 Scheidsrechter: Georges Balvay (FRA) |
| 17 december Vriendschappelijk № 2 «onderlinge duels» 14:30 uur (UTC) | Jaime Gonçalves 37' |       | 61' Vicente Piera 82' Juan Monjardín | Estádio do Lumiar, Lissabon Toeschouwers: 25.000 Scheidsrechter: Georges Balvay (FRA) |

### 1923
|                                                                      |                                                |       |          |                                                                                          |
| 16 december Vriendschappelijk № 3 «onderlinge duels» 15:00 uur (UTC) | Spanje                                         | 3 – 0 | Portugal | Campo de la Reina Victoria, Sevilla Toeschouwers: 10.000 Scheidsrechter: Paul Putz (BEL) |
| 16 december Vriendschappelijk № 3 «onderlinge duels» 15:00 uur (UTC) | José Luis Zabala 14' José Luis Zabala 57', 70' |       |          | Campo de la Reina Victoria, Sevilla Toeschouwers: 10.000 Scheidsrechter: Paul Putz (BEL) |

### 1924
Geen interlands gespeeld.

### 1925
|                                                                 |          |                                         |        |                                                                                      |
| 17 mei Vriendschappelijk № 4 «onderlinge duels» 16:30 uur (UTC) | Portugal | 0 – 2                                   | Spanje | Estádio do Lumiar, Lissabon Toeschouwers: 17.000 Scheidsrechter: Gaston Vallat (FRA) |
| 17 mei Vriendschappelijk № 4 «onderlinge duels» 16:30 uur (UTC) |          | 8' Carmelo Goyenechea 17' Vicente Piera |        | Estádio do Lumiar, Lissabon Toeschouwers: 17.000 Scheidsrechter: Gaston Vallat (FRA) |

|                                                                  |               |       |        |                                                                                            |
| 18 juni Vriendschappelijk № 5 «onderlinge duels» 18:30 uur (UTC) | Portugal      | 1 – 0 | Italië | Estádio do Lumiar, Lissabon Toeschouwers: 15.000 Scheidsrechter: Georges Theuerkauff (BEL) |
| 18 juni Vriendschappelijk № 5 «onderlinge duels» 18:30 uur (UTC) | João Maia 39' |       |        | Estádio do Lumiar, Lissabon Toeschouwers: 15.000 Scheidsrechter: Georges Theuerkauff (BEL) |

### 1926
|                                                                     |                     |       |                   |                                                                                 |
| 24 januari Vriendschappelijk № 6 «onderlinge duels» 15:00 uur (UTC) | Portugal            | 1 – 1 | Tsjecho-Slowakije | Campo do Ameal, Porto Toeschouwers: 12.000 Scheidsrechter: Gaston Degotte (BEL) |
| 24 januari Vriendschappelijk № 6 «onderlinge duels» 15:00 uur (UTC) | João dos Santos 59' |       | ?                 | Campo do Ameal, Porto Toeschouwers: 12.000 Scheidsrechter: Gaston Degotte (BEL) |

|                                                                     |                                                                             |       |                                       |                                                                                          |
| 18 april Vriendschappelijk № 7 «onderlinge duels» 15:00 uur (UTC+1) | Frankrijk                                                                   | 4 – 2 | Portugal                              | Stade des Ponts Jumeaux, Toulouse Toeschouwers: 16.000 Scheidsrechter: Ed Dizerens (SUI) |
| 18 april Vriendschappelijk № 7 «onderlinge duels» 15:00 uur (UTC+1) | Henri Salvano 16' Fernand Brunel 40' Georges Bonello 56' Fernand Brunel 65' |       | 35' Augusto Silva 86' João dos Santos | Stade des Ponts Jumeaux, Toulouse Toeschouwers: 16.000 Scheidsrechter: Ed Dizerens (SUI) |

|                                                        |                                                              |       |                                           |                                                                               |
| 26 december Vriendschappelijk № 121 «onderlinge duels» | Portugal                                                     | 3 – 3 | Hongarije                                 | Campo do Ameal, Porto Toeschouwers: 10.000 Scheidsrechter: José Llovera (ESP) |
| 26 december Vriendschappelijk № 121 «onderlinge duels» | João dos Santos 40' (pen.) Severo Tiago 49' José Martins 60' |       | 9', 74' József Holzbauer 22' József Braun | Campo do Ameal, Porto Toeschouwers: 10.000 Scheidsrechter: José Llovera (ESP) |

### 1927
|                                                                     |                                           |       |           |                                                                                            |
| 16 maart Vriendschappelijk № 9 «onderlinge duels» 16:30 uur (UTC+1) | Portugal                                  | 4 – 0 | Frankrijk | Estádio do Lumiar, Lissabon Toeschouwers: 15.000 Scheidsrechter: Luis Colina Álvarez (ESP) |
| 16 maart Vriendschappelijk № 9 «onderlinge duels» 16:30 uur (UTC+1) | Pepe Soares 7', 44' José Martins 49', 74' |       |           | Estádio do Lumiar, Lissabon Toeschouwers: 15.000 Scheidsrechter: Luis Colina Álvarez (ESP) |

|                                                                      |                                                  |       |                        |                                                                                      |
| 17 april Vriendschappelijk № 10 «onderlinge duels» 15:00 uur (UTC+1) | Italië                                           | 3 – 1 | Portugal               | Stadio Filadelfia, Turijn Toeschouwers: 6.000 Scheidsrechter: František Cejnar (TCH) |
| 17 april Vriendschappelijk № 10 «onderlinge duels» 15:00 uur (UTC+1) | Virgilio Levratto 20', 70' Adolfo Baloncieri 48' |       | 82' Octávio Cambalacho | Stadio Filadelfia, Turijn Toeschouwers: 6.000 Scheidsrechter: František Cejnar (TCH) |

|                                                                    |        |       |          |                                                                                   |
| 29 mei Vriendschappelijk № 11 «onderlinge duels» 17:30 uur (UTC+1) | Spanje | 2 – 0 | Portugal | Estadio Metropolitano, Madrid Toeschouwers: 30.000 Scheidsrechter: Tom Crew (ENG) |
| 29 mei Vriendschappelijk № 11 «onderlinge duels» 17:30 uur (UTC+1) | ?      |       |          | Estadio Metropolitano, Madrid Toeschouwers: 30.000 Scheidsrechter: Tom Crew (ENG) |

### 1928
|                                                                     |                                             |       |                                            |                                                                                          |
| 8 januari Vriendschappelijk № 12 «onderlinge duels» 14:30 uur (UTC) | Portugal                                    | 2 – 2 | Spanje                                     | Estádio do Lumiar, Lissabon Toeschouwers: 30.000 Scheidsrechter: Albert Prince-Cox (ENG) |
| 8 januari Vriendschappelijk № 12 «onderlinge duels» 14:30 uur (UTC) | José Martins 25' (pen.) João dos Santos 84' |       | 30' (pen.) Domingo Zaldúa 58' Seve Goiburu | Estádio do Lumiar, Lissabon Toeschouwers: 30.000 Scheidsrechter: Albert Prince-Cox (ENG) |

|                                                                   |          |       |            |                                                                                         |
| 1 april Vriendschappelijk № 13 «onderlinge duels» 14:30 uur (UTC) | Portugal | 0 – 0 | Argentinië | Estádio do Lumiar, Lissabon Toeschouwers: 20.000 Scheidsrechter: Ricardo Rocamora (ESP) |
| 1 april Vriendschappelijk № 13 «onderlinge duels» 14:30 uur (UTC) |          |       |            | Estádio do Lumiar, Lissabon Toeschouwers: 20.000 Scheidsrechter: Ricardo Rocamora (ESP) |

|                                                                    |                                             |       |                     |                                                                                   |
| 15 april Vriendschappelijk № 14 «onderlinge duels» 15:30 uur (UTC) | Portugal                                    | 4 – 1 | Italië              | Campo do Ameal, Porto Toeschouwers: 15.000 Scheidsrechter: Henri Christophe (BEL) |
| 15 april Vriendschappelijk № 14 «onderlinge duels» 15:30 uur (UTC) | Valdemar Mota 20', 27', 77' Vítor Silva 57' |       | 38' Julio Libonatti | Campo do Ameal, Porto Toeschouwers: 15.000 Scheidsrechter: Henri Christophe (BEL) |

|                                                                      |                  |       |                     |                                                                                  |
| 29 april Vriendschappelijk № 15 «onderlinge duels» 15:00 uur (UTC+1) | Frankrijk        | 1 – 1 | Portugal            | Parc des Princes, Parijs Toeschouwers: 25.000 Scheidsrechter: Stanley Rous (ENG) |
| 29 april Vriendschappelijk № 15 «onderlinge duels» 15:00 uur (UTC+1) | Paul Nicolas 44' |       | 24' Armando Martins | Parc des Princes, Parijs Toeschouwers: 25.000 Scheidsrechter: Stanley Rous (ENG) |

| Olympische Spelen 1928 |
| ---------------------- |

|                                                                                 |                                                |       |                                                        |                                                                                        |
| 27 mei Olympische Spelen Voorronde № 16 «onderlinge duels» 15:00 uur (UTC+1:20) | Chili                                          | 2 – 4 | Portugal                                               | Olympisch Stadion, Amsterdam Toeschouwers: 2.309 Scheidsrechter: Yussuf Muhammad (EGY) |
| 27 mei Olympische Spelen Voorronde № 16 «onderlinge duels» 15:00 uur (UTC+1:20) | Guillermo Saavedra 14' Alejandro Carbonell 30' |       | 38' Vítor Silva 40', 50' Pepe Soares 63' Valdemar Mota | Olympisch Stadion, Amsterdam Toeschouwers: 2.309 Scheidsrechter: Yussuf Muhammad (EGY) |

|                                                                                     |                                   |       |                   |                                                                                               |
| 29 mei Olympische Spelen Achtste ronde № 17 «onderlinge duels» 16:00 uur (UTC+1:20) | Portugal                          | 2 – 1 | Joegoslavië       | Het Nederlandsch Sportpark, Amsterdam Toeschouwers: 1.226 Scheidsrechter: Alfred Birlem (GER) |
| 29 mei Olympische Spelen Achtste ronde № 17 «onderlinge duels» 16:00 uur (UTC+1:20) | Vítor Silva 25' Augusto Silva 90' |       | 31' Mirko Bonačić | Het Nederlandsch Sportpark, Amsterdam Toeschouwers: 1.226 Scheidsrechter: Alfred Birlem (GER) |

|                                                                                   |                                            |       |                 |                                                                                       |
| 4 juni Olympische Spelen Kwartfinale № 18 «onderlinge duels» 19:00 uur (UTC+1:20) | Egypte                                     | 2 – 1 | Portugal        | Olympisch Stadion, Amsterdam Toeschouwers: 3.448 Scheidsrechter: Giovanni Mauro (ITA) |
| 4 juni Olympische Spelen Kwartfinale № 18 «onderlinge duels» 19:00 uur (UTC+1:20) | Mahmoud Mokhtar El Tetsh 15' Ali Riadh 48' |       | 76' Vítor Silva | Olympisch Stadion, Amsterdam Toeschouwers: 3.448 Scheidsrechter: Giovanni Mauro (ITA) |

|  |  |  |  |  |  |  |  |  |

### 1929
|                                                                    |                                               |       |          |                                                                                            |
| 17 maart Vriendschappelijk № 19 «onderlinge duels» 16:00 uur (UTC) | Spanje                                        | 5 – 0 | Portugal | Estadio de la Exposición, Sevilla Toeschouwers: 14.000 Scheidsrechter: John Langenus (BEL) |
| 17 maart Vriendschappelijk № 19 «onderlinge duels» 16:00 uur (UTC) | Gaspar Rubio 2', 9', 20' José Padrón 30', 45' |       |          | Estadio de la Exposición, Sevilla Toeschouwers: 14.000 Scheidsrechter: John Langenus (BEL) |

|                                                                    |                                   |       |          | |
| 24 maart Vriendschappelijk № 20 «onderlinge duels» 15:00 uur (UTC) | Frankrijk                         | 2 – 0 | Portugal | Stade olympique Yves-du-Manoir, Colombes Toeschouwers: 25.000 Scheidsrechter: Raphaël Van Praag (BEL) |
| 24 maart Vriendschappelijk № 20 «onderlinge duels» 15:00 uur (UTC) | Paul Nicolas 49' Marcel Galey 80' |       |          | Stade olympique Yves-du-Manoir, Colombes Toeschouwers: 25.000 Scheidsrechter: Raphaël Van Praag (BEL) |

|                                                                        |                                                                                            |       |                 |                                                                         |
| 1 december Vriendschappelijk № 21 «onderlinge duels» 14:30 uur (UTC+1) | Italië                                                                                     | 6 – 1 | Portugal        | San Siro, Milaan Toeschouwers: 25.000 Scheidsrechter: Louis Baert (BEL) |
| 1 december Vriendschappelijk № 21 «onderlinge duels» 14:30 uur (UTC+1) | Marcello Mihalic 6', 88' Raimundo Orsi 36', 37' Adolfo Baloncieri 51' Attila Sallustro 77' |       | 29' Vítor Silva | San Siro, Milaan Toeschouwers: 25.000 Scheidsrechter: Louis Baert (BEL) |

België · Bulgarije · Denemarken · Duitsland · Engeland · Estland · Finland · Frankrijk · Griekenland · Hongarije · Ierland · Italië · Joegoslavië · Letland · Litouwen · Luxemburg · Nederland · Noord-Ierland · Noorwegen · Oostenrijk · Polen · Portugal · Roemenië · Schotland · Sovjet-Unie · Spanje · Tsjecho-Slowakije · Turkije · Wales · Zweden · Zwitserland
FPF · A-internationals · Selecties · Statistieken · Bondscoaches · Portugees vrouwenelftal · Olympisch elftal · Portugal U21 · Portugal U20 · Portugal U19 · Portugal U18 · Portugal U17 · Vrouwen U17
1921 – 1929 · 
1930 – 1939 · 
1940 – 1949 · 
1950 – 1959 · 
1960 – 1969 · 
1970 – 1979 · 
1980 – 1989 · 
1990 – 1999 · 
2000 – 2009 · 
2010 – 2019 · 
2020 – 2029
EK's: 1984 · 
1996 · 
2000 · 
2004 · 
2008 · 
2012 · 
2016 · 
2020 · 
2024
WK's: 1966 · 
1986 · 
2002 · 
2006 · 
2010 · 
2014 · 
2018 · 
2022
OS: 1928 · 
1996 · 
2004 · 
2016
1921 · 
1922 · 
1923 · 
1924 · 
1925 · 
1926 · 
1927 · 
1928 · 
1929 · 
1930 · 
1931 · 
1932 · 
1933 · 
1934 · 
1935 · 
1936 · 
1937 · 
1938 · 
1939 · 
1940 · 
1942 · 
1943 · 1944 · 
1945 · 
1946 · 
1947 · 
1948 · 
1949 ·
1950 · 
1951 · 
1952 · 
1953 · 
1954 · 
1955 · 
1956 · 
1957 · 
1958 · 
1959 ·
1960 · 
1961 · 
1962 ·
1963 ·
1964 · 
1965 · 
1966 · 
1967 · 
1968 · 
1969 ·
1970 · 
1971 · 
1972 · 
1973 · 
1974 · 
1975 · 
1976 · 
1977 · 
1978 · 
1979 ·
1980 · 
1981 · 
1982 · 
1983 · 
1984 · 
1985 · 
1986 · 
1987 · 
1988 · 
1989 · 
1990 · 
1991 ·
1992 · 
1993 · 
1994 · 
1995 · 
1996 · 
1997 · 
1998 · 
1999 · 
2000 · 
2001 · 
2002 · 
2003 · 
2004 · 
2005 · 
2006 · 
2007 · 
2008 · 
2009 · 
2010 · 
2011 · 
2012 · 
2013 ·
2014 ·
2015 ·
2016 ·
2017 ·
2018 ·
2019 ·
2020 ·
2021 ·
2022
Albanië ·
Algerije ·
Andorra ·
Angola ·
Argentinië ·
Armenië ·
Azerbeidzjan ·
België ·
Bolivia ·
Bosnië-Herzegovina ·
Brazilië ·
Bulgarije ·
Canada ·
Chili ·
China ·
Cyprus ·
DDR ·
Denemarken ·
Duitsland ·
Ecuador ·
Egypte ·
Engeland ·
Estland ·
Faeröer ·
Finland ·
Frankrijk ·
Gabon ·
Georgië ·
Ghana ·
Gibraltar ·
Griekenland ·
Hongarije ·
Ierland ·
IJsland ·
Iran ·
Israël ·
Italië ·
Ivoorkust ·
Joegoslavië ·
Kaapverdië ·
Kameroen ·
Kazachstan ·
Koeweit ·
Kroatië ·
Letland ·
Liechtenstein ·
Litouwen ·
Luxemburg ·
Malta ·
Marokko ·
Mexico ·
Moldavië ·
Mozambique ·
Nederland ·
Nieuw-Zeeland ·
Nigeria ·
Noord-Ierland ·
Noord-Korea ·
Noord-Macedonië ·
Noorwegen ·
Oekraïne ·
Oostenrijk ·
Panama ·
Paraguay ·
Polen ·
Qatar ·
Roemenië ·
Rusland ·
Saoedi-Arabië ·
Schotland ·
Servië ·
Slovenië ·
Slowakije ·
Sovjet-Unie ·
Spanje ·
Tsjechië ·
Tsjecho-Slowakije ·
Tunesië ·
Turkije ·
Uruguay ·
Verenigde Staten ·
Wales ·
Zuid-Afrika ·
Zuid-Korea ·
Zweden ·
Zwitserland
Angola (2006) ·
België (2021) ·
Brazilië (2010) · 
Denemarken (2012) ·
Duitsland (2006) ·
Duitsland (2008) ·
Duitsland (2012) ·
Duitsland (2014) ·
Duitsland (2021) ·
Engeland (2000) ·
Engeland (2006) ·
Frankrijk (2006) ·
Frankrijk (2016) ·
Frankrijk (2021)  ·
Ghana (2014) ·
Griekenland (2004, 2) · 
Hongarije (2021) · 
IJsland (2016) · 
Iran (2006) ·
Iran (2018) ·
Marokko (2018) ·
Marokko (2022) ·
Mexico (2006) ·
Nederland (2006) ·
Nederland (2012) ·
Oostenrijk (2016) · 
Spanje (2012) · 
Spanje (2018) ·
Tsjechië (2008) ·
Tsjechië (2012) · 
Turkije (2008) ·
Verenigde Staten (2014) ·
Uruguay (2018) ·
Zuid-Korea (2022) · 
Zwitserland (2008) · 
Zwitserland (2022)